# Capilla de Santa Ana (Catedral de Burgos)
La Capilla de Santa Ana, también conocida como Capilla de la Concepción, es una capilla (actualmente, sin culto) de la catedral de Burgos (Burgos, Castilla y León, España). Fue construida en el último cuarto del siglo XV por la familia de arquitectos Colonia en estilo gótico isabelino. Atesora dos de las principales joyas artísticas de la seo castellana, el retablo mayor, obra maestra del escultor hispano-flamenco Gil de Siloé, y el sepulcro renacentista, de principios del siglo XVI, del obispo Luis de Acuña, realizado por el hijo del anterior, Diego de Siloé.

## Historia
Ocupando los tramos quinto y sexto a la izquierda de la nave del Evangelio, limitando en su lado oriental con el brazo septentrional del transepto y en su lado meridional con la que más tarde sería la Capilla de Santa Tecla, fue mandada erigir por el obispo Luis de Acuña y Osorio, prelado de la Diócesis burgalesa de 1456 a 1495, para servirle de enterramiento. El nuevo espacio fusionó dos capillas anteriores dedicadas a Santa Ana y San Antolín, así como un pequeño patio. Las obras arrancaron en 1477 bajo la dirección de Juan de Colonia y fueron terminadas por su hijo Simón en 1488.

## Descripción
El acceso a la Capilla se hace a través de dos arcos cerrados con unas rejas góticas encargadas en 1495 a Luis de Paredes y a otro rejero palentino, quienes las forjaron al gusto del momento, con crestería de torres cilíndricas sobre la que va un remate de dos pináculos y arquillos conopiales, con los blasones del obispo sostenidos por dos grifos, acompañados de los nombres del eclesiástico y el rejero. La cubierta consiste en dos bóvedas ensambladas de crucería estrellada, de seis puntas y de menor tamaño la más cercana a la reja y de cuatro puntas pero más compleja en su estructura nervada la interior. 

### Retablo mayor de Gil de Siloé
El retablo mayor está adosado al muro oriental. Se trata de una obra tardogótica ejecutada entre 1486 y 1492 por Gil de Siloé con la colaboración del pintor Diego de la Cruz, quien se encargó de la policromía, y dedicada a la genealogía de la Virgen a partir del personaje bíblico Jesé. El pintor Lanzuela intervino en el retablo entre 1868-1870 por iniciativa del duque de Abrantes.

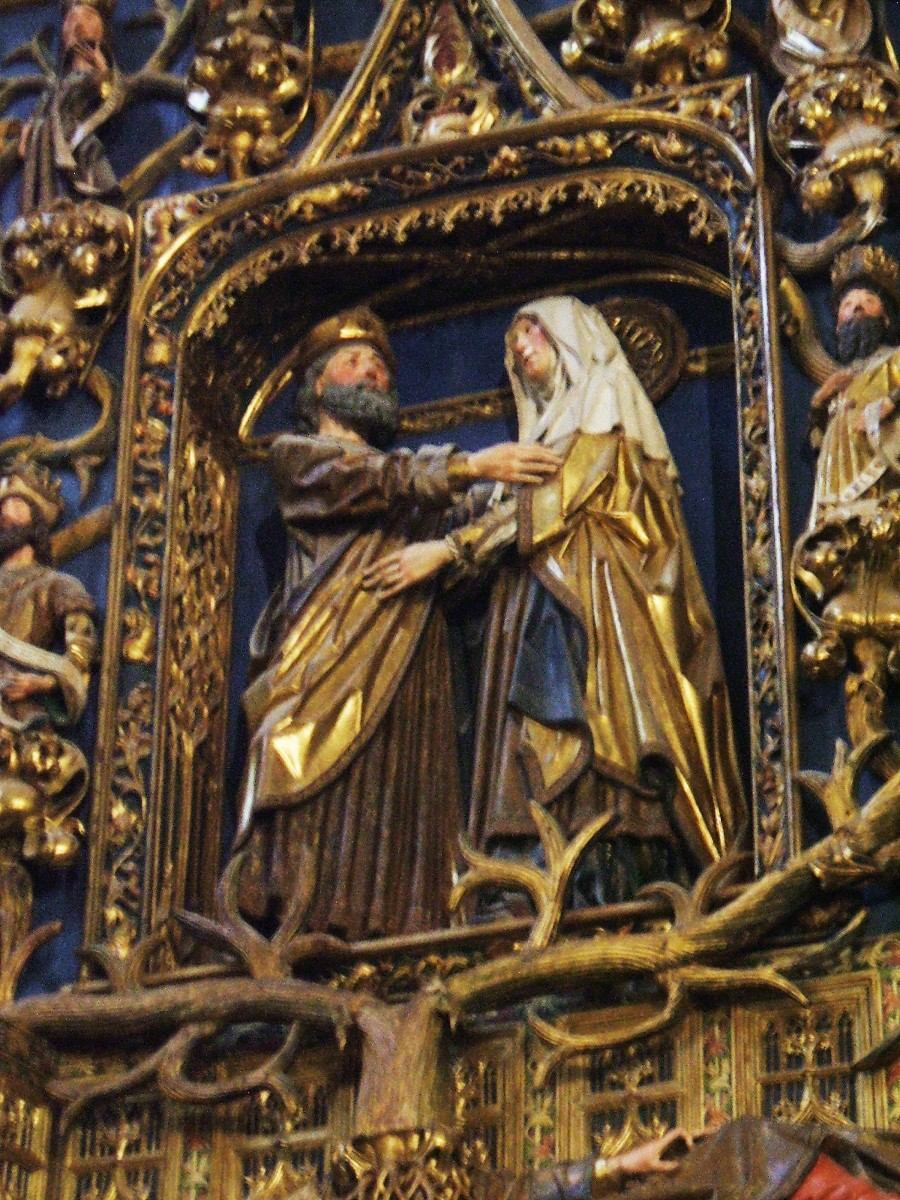
Retablo mayor, escena del abrazo de San Joaquín y Santa Ana, de Gil de Siloé.

La mazonería se organiza a manera de tapiz desplegado en un banco o predela y un cuerpo principal de tres registros verticales bien definidos, donde se disponen doseles y pináculos delicadamente calados que cobijan las figuras, todo ello sobre un fondo en azul celeste y estrellado. En el centro del banco, bajo un doselete corrido, aparece la escena de la Resurrección de Cristo con las Marías y San Juan, flanqueada en los espacios intermedios por San Pedro y San Pablo; en los extremos, los Cuatro Evangelistas, dos a cada lado. Varias escenas se superponen en las calles laterales: el obispo Acuña, ricamente ataviado con unas galas eclesiásticas en las que Siloé dio rienda suelta a su virtuosismo detallista, junto con sus familiares y canónigos; la aparición de Cristo a San Eustaquio; el Nacimiento de la Virgen; la Presentación de la Virgen; los Desposorios de la Virgen y San José; y San Joaquín con el ángel.
En la calle central se desarrolla lo más importante del programa iconográfico: en la parte inferior está Jessé, dormido, de cuyo pecho sale el árbol que representa la genealogía de la Virgen: los brotes laterales fructifican en las figuras de los reyes de Judá, que envuelven la escena central del abrazo de San Joaquín y Santa Ana ante la Puerta Dorada, de la cual emergen unas ramas que culminan en la parte superior en la imagen sedente de María con el Niño. Se trata de una exaltación de la Inmaculada Concepción de la Virgen, al tiempo que se glorifica su estirpe real. Escoltan a la Virgen y el Niño dos figuras femeninas de regio aspecto que alegorizan el Antiguo y el Nuevo Testamento, aunque también han sido interpretadas como la Sinagoga y la Iglesia, al llevar una los ojos cubiertos por un velo y portar sus manos las Tablas de la Ley y un cetro roto, e ir la otra con los ojos desvelados y coronada con un cetro íntegro. Un Calvario exento remata el retablo en el ático, con el sol y la luna fijados en el cielo abovedado. Diversas imágenes de santos se disponen en las pilastrillas de las entrecalles, la pulsera perimetral y el ático.

### Sepulcro del obispo Acuña, de Diego de Siloé
La planta de la Capilla se encuentra presidida por el sepulcro exento del prelado fundador, fallecido en 1495. Es obra renacentista tallada en alabastro en 1519 por Diego de Siloé, quien la ejecutó contradiciendo al parecer las disposiciones testamentarias del finado: E porque no se si Nuestro Señor me dejará hacer mi sepultura, porque estas cosas más son viento del mismo que provecho del ánimo, mando que no hagan sino una piedra en que esté figurado mi bulto, e sea tan alto como un palmo y no más, e esto porque cuando salieren sobre mi huesa sepan do está mi cuerpo. La efigie yacente descansa sobre una cama baja cuyos flancos se ilustran con relieves de Virtudes

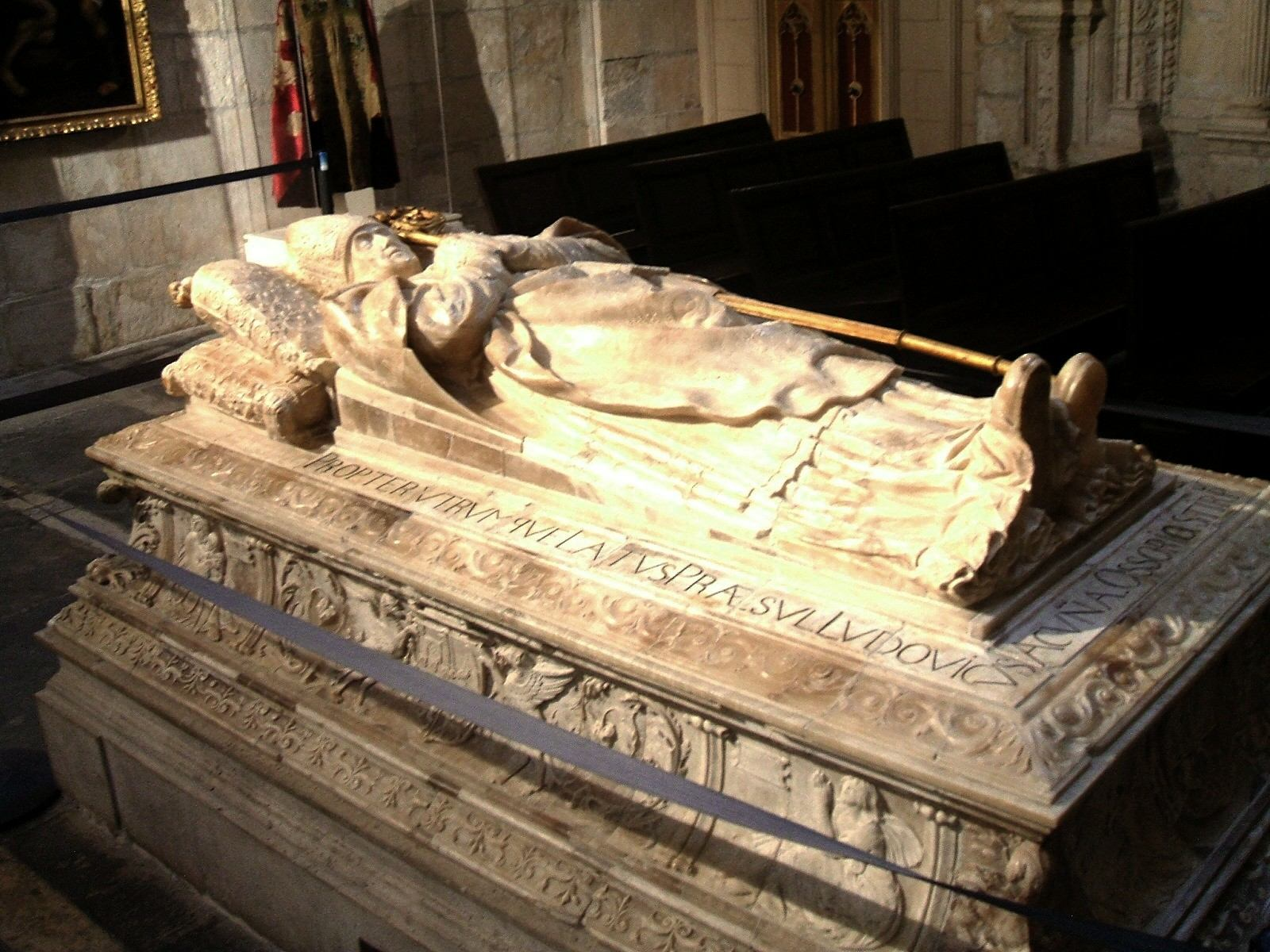
Sepulcro del obispo Luis Acuña, obra de Diego de Siloé.

### Otros monumentos y mobiliario
Diego de Siloé, hacia 1522, realizó en piedra el pequeño retablo de Santa Ana, situado a la derecha del obispo Acuña; es de estilo renacentista-plateresco, está decorado con medallones y lo preside el grupo escultórico, policromado y situado en hornacinas, de Santa Ana, la Virgen y el Niño. 
Frente al retablo mayor, adosado al muro occidental, se halla el sepulcro del arcediano Fernando Díaz de Fuentepelayo, fallecido en 1492, de estilo gótico flamígero. Asignado a Gil de Siloé por la organización de los elementos y la plástica escultórica, el monumento funerario está jalonado por dos estilizados pináculos que enmarcan un frontón decorado con los relieves de Dios Padre y la Anunciación, colocados entre doseletes calados y los gruesos remates entrecruzados de un arco conopial, sobre el que dos ángeles sostienen el escudo del enterrado. Un arcosolio de arco carpanel e intradós angrelado, con el fondo decorado por un gran relieve del Nacimiento y la Adoración de los pastores, acoge el sepulcro con bulto yacente, en el que el prelado es representado con un libro en las manos y acompañado por un paje. El frontal de la caja sepulcral está decorado con un relieve de la Epifanía. 
Contiene también la Capilla de Santa Ana un cuadro de la Sagrada Familia, copiado en la primera mitad del siglo XVI de un original de Andrea del Sarto.

## Galería

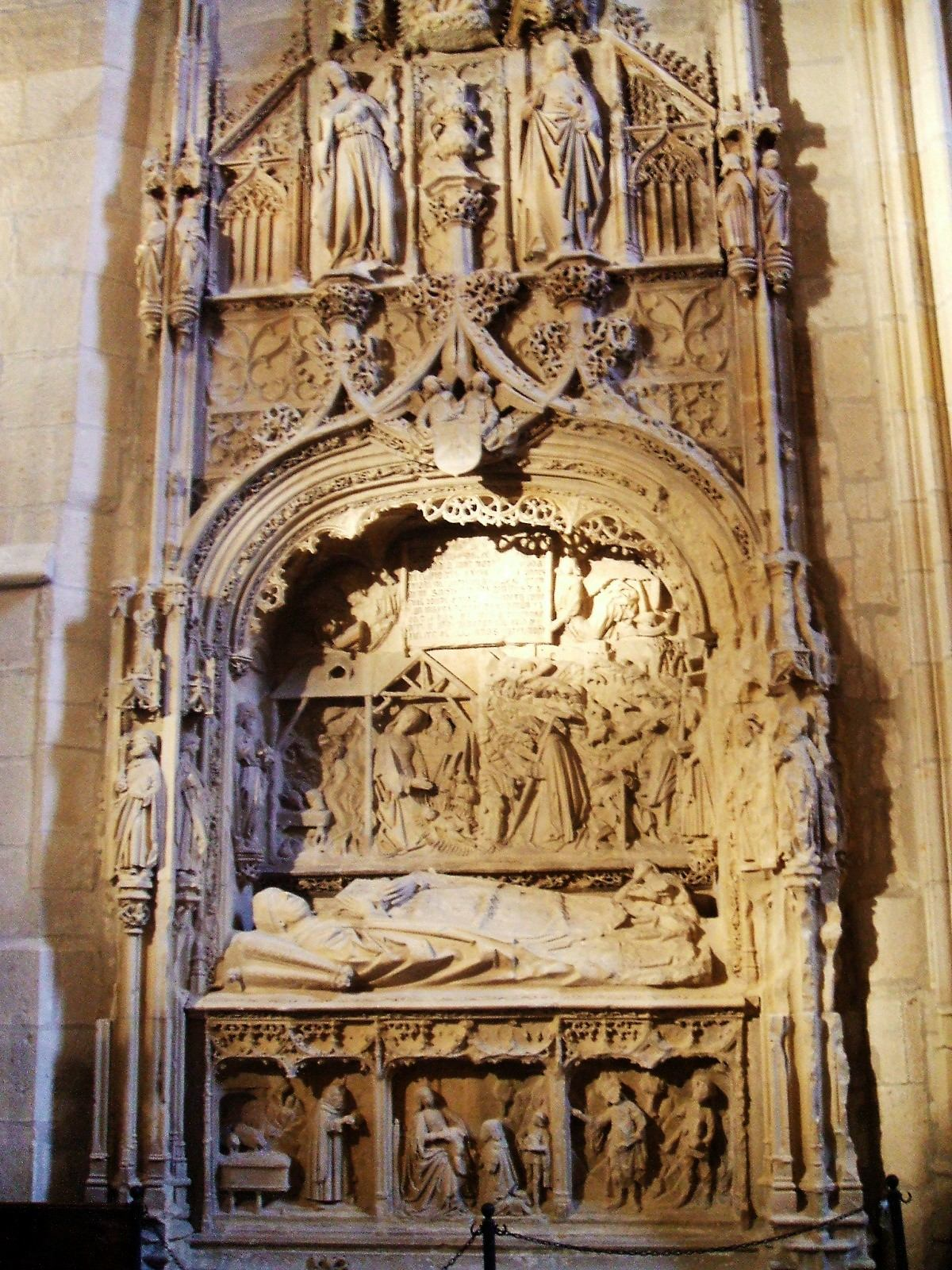
Sepulcro del arcediano Fernando Díaz de Fuentepelayo
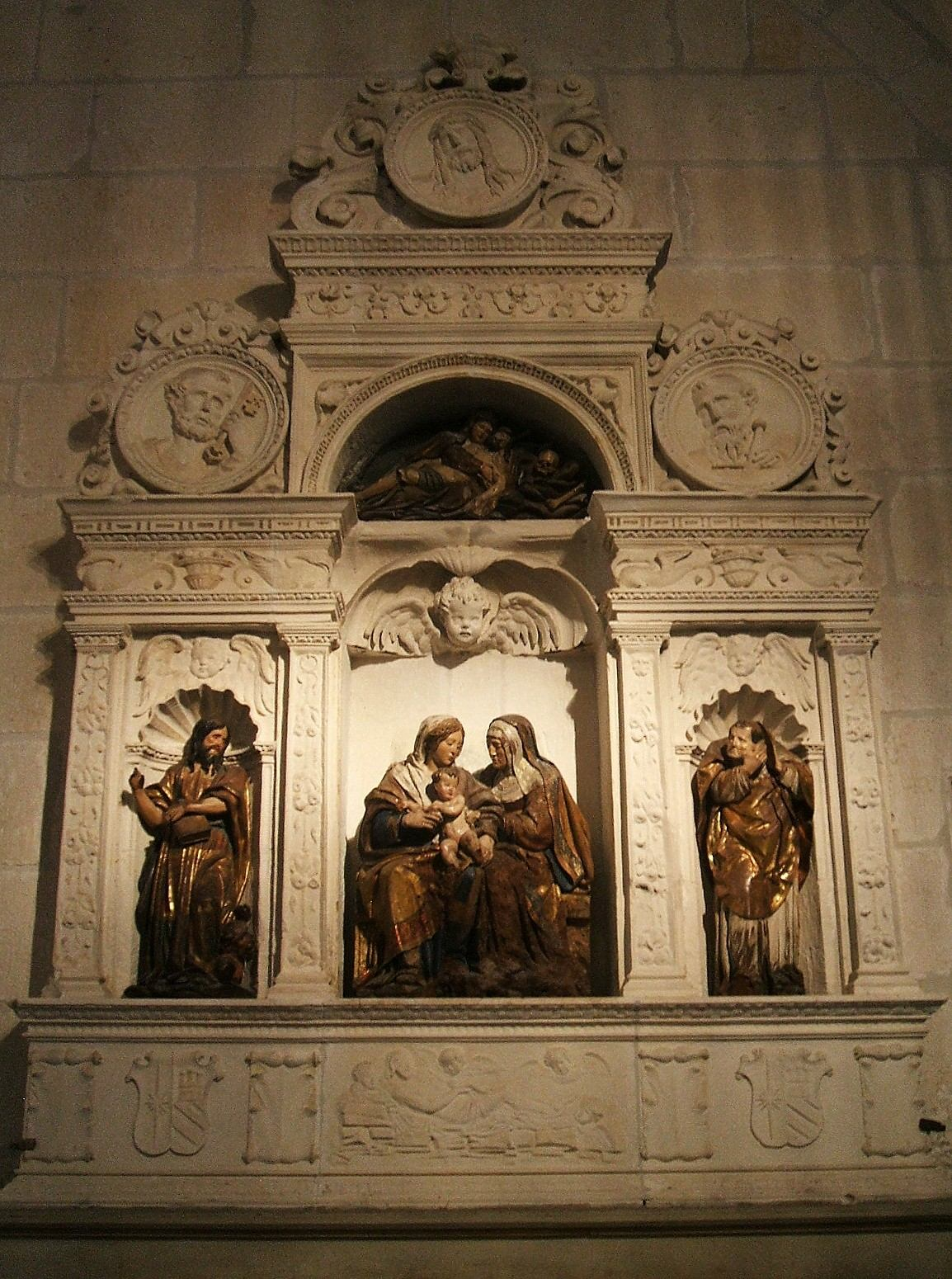
Retablo de Santa Ana
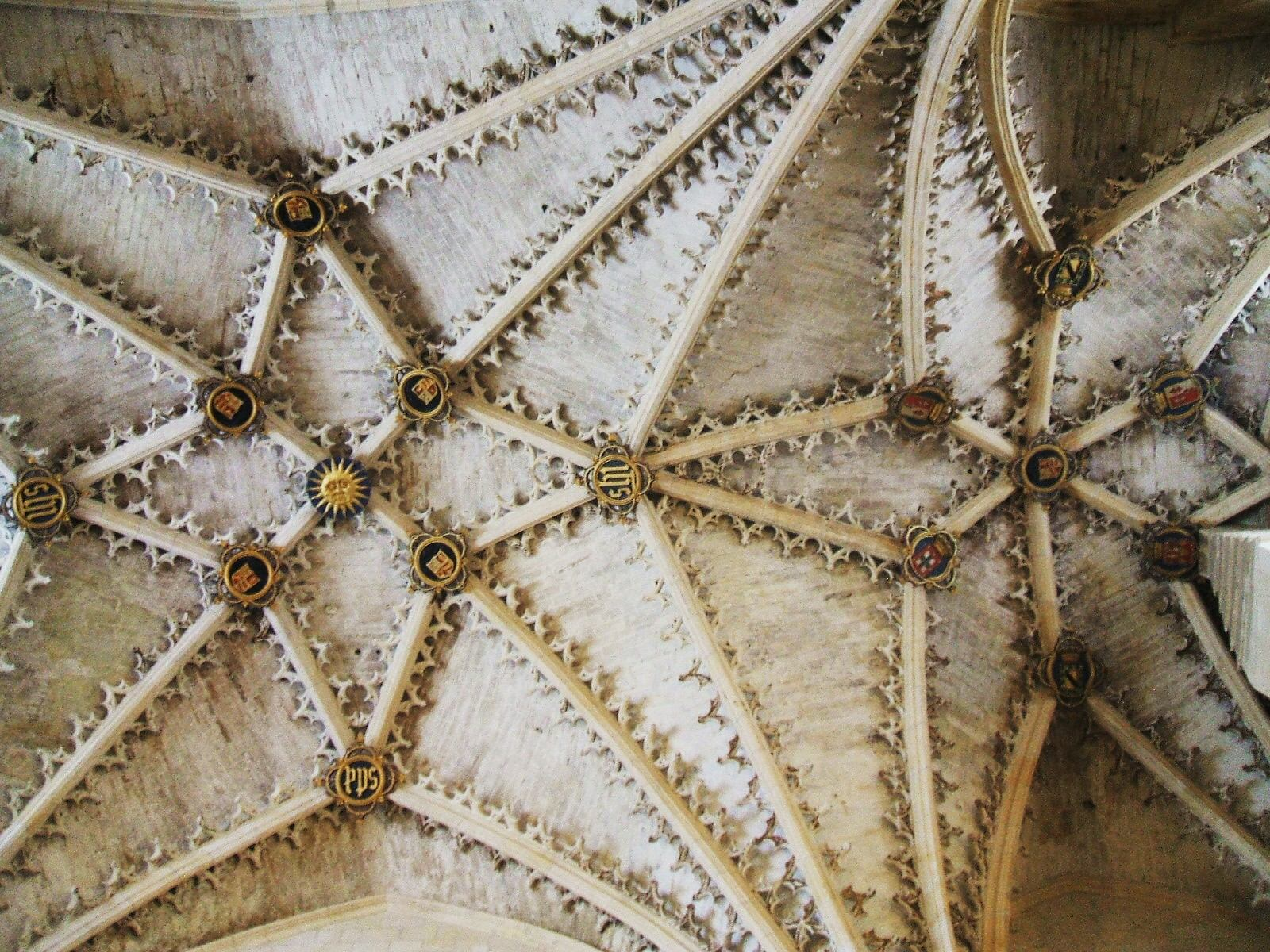
Bóvedas estrelladas